# Lago el Temblor
A Laguna el Temblor é uma laguna localizada na Guatemala, cuja cota de altitude é de 9 metros acima do nível do mar. Apresenta uma área de 0.35 quilómetros quadrados. Localiza-se no departamento de Alta Verapaz, no município de Panzós.